# کیرشبرگ اوب در دوناو
کیرشبرگ اوبدر دنو (به آلمانی: Kirchberg ob der Donau) یک منطقهٔ مسکونی در اتریش است که در ناحیه رورباخ واقع شده‌است. کیرشبرگ اوبدر دنو ۲۱ کیلومتر مربع مساحت دارد ۵۹۱ متر بالاتر از سطح دریا واقع شده‌است.